# 니모 (가수)
니모 (본명: 오상은, 1984년 8월 24일 ~ )는 대한민국의 가수이다. 2002년 여성 3인조 그룹 신비의 리드보컬로 데뷔하였고 2007년 엠보트에서 니모(Ne;MO)라는 이름으로 솔로 데뷔를 하였다. 2009년 여성 그룹 미스에스의 객원 보컬로 활동하였다.

## 발매음반

### 싱글
- 1ST Digital Single 이제, 우리.. (2007년 10월 15일)
- 2ND Digital Single 독설.. 이 지독한 사랑.. (2007년 11월 16일)
- 3RD Digital Single Ne;Mo 003 (2008년 4월 14일)
- 4TH Digital Single 통보 (2011년 4월 4일)
- 5TH Digital Single 그런 남자 (2011년 10월 12일)

### 참여음반
- 문희준 1집 Alone 中 우리이야기 (피처링 참여)
- 신비 1집 15 to 30
- 배치기 디지털 싱글 367일 中 가인 (피처링 참여)
- 미스에스 1집 Miss $ S Class 中 사랑이 뭐길래, 있을 때 잘해 (보컬 참여)
- 부자의 탄생 OST 中 포기하지 말아요 (보컬 참여)
- 2014.08.27 니모 - 그대를 난 사랑해 (왔다! 장보리 OST Part 7)

## 방송 목록
- 2017년 Mnet/tvN 너의 목소리가 보여 (시즌 4) (14회)[1][2]